# 10875 Veracini
10875 Veracini eller 1996 TG28 är en asteroid i huvudbältet som upptäcktes den 7 oktober 1996 av Spacewatch vid Kitt Peak-observatoriet. Den är uppkallad efter den italienske violinisten och kompositören, Francesco Maria Veracini.